# Trigonometrikus egyenlet
A trigonometrikus egyenlet olyan egyenlet, ahol az ismeretlen változó valamilyen szögfüggvény változójaként jelenik meg. A trigonometriai függvények periodicitása miatt a trigonometriai egyenleteknek általában végtelen sok megoldásuk van.

## Példa
A trigonometrikus egyenletek megoldása közben gyakran kell trigonometrikus azonosságokat alkalmazni.
Tekintsük példaként a
{\displaystyle \sin \;x=\cos \;x}
egyenletet.
A {\displaystyle \cos x={\sqrt {1-\sin ^{2}\;x}}} azonosságot felhasználva
{\displaystyle \sin \;x={\sqrt {1-\sin ^{2}\;x}}.}
Négyzetre emeléssel
{\displaystyle \sin ^{2}\;x=1-\sin ^{2}\;x}
amiből
{\displaystyle 2\cdot \sin ^{2}\;x=1,}
és 
{\displaystyle \sin \;x=\pm \;{\sqrt {\frac {1}{2}}}}
aminek megoldásai
{\displaystyle x=45^{\circ }\pm k\cdot 90^{\circ }\quad (k=0,1,2,...)}
ívmértékben
{\displaystyle x={\frac {\pi }{4}}\pm k\cdot {\frac {\pi }{2}}\qquad (k=0,1,2,...).}
Mivel a négyzetre emelés nem ekvivalens átalakítás, ezért a gyököket behelyettesítéssel ellenőrizni kell. Így a gyökök alakja:
{\displaystyle x={\frac {\pi }{4}}\pm 2k\cdot {\frac {\pi }{2}}\qquad (k=0,1,2,...).}

## Lásd még
- Egyenlet
- Trigonometria